# Лоран де Гувйон Сен-Сір
Лоран де Гувйон-Сен-Сір (*Laurent de Gouvion-Saint-Cyr, 13 квітня 1764 —†17 березня 1830) — французький політичний і військовий діяч часів Першої республіки, Першої імперії та Реставрації, Маршал Франції.

## Життєпис
Походив з родини середнього статку. Син Жана-Юатиста Гувйона, чинбаря у м. Туль. У 1767 році пішов з дому. У 1780 році працював у наймах в Ліоні, потім у 1782 році перебрався до Італії. У 1784-му, вивчившись на художника, повертається до Франції, де спочатку працює у Тулі, а потім у Парижі.
У 1789 році підтримує революцію. У 1792 році вступає до 1 батальйону добровольців. Тоді ж приєднує до свого прізвища Сен-Сір — родичів матері. Зробив блискучу кар'єру: у 1793 році він уже капітан, а протягом 1794 року стає бригадним і дивізійним генералом.
У 1795 році бере участь у здобутті Майнца, у 1796 році звитяжив при Раштадті, брав участь у захоплені Штутгарта, переміг у битві при Біберасі. Незабаром призначається командувачем Рейнсько-Мозельської армії. На її чолі захоплює єпископство Базельське. Не підтримав заколот 18 фрюктидора (4 вересня 1797 року). Втім, у 1798 році призначається командувачем Римської армії. Незабаром переводять до дунайської армії під головуванням Журдана. Тут Гувйон бере участь у битві при Штокасі, згодом в Італійської армії у битві при Нові у 1799 році.
Гувйон не підтримав заколот 18 брюмера, але Наполеон Бонапарт не відсторонив його від служби. Гувйон призначається губернатором Генуї, а згодом спрямовується до Рейнської армії. У 1800 році виграв битву при Біберасі. Після цього повертається до Парижа, де обіймає посаду державного радника. У 1801 відповідав за керування франко-іспанської армії, яка вдерлася до Португалії. Того ж року призначається послом до Іспанії. У 1802 році відкликається до Парижа. У 1803 році призначається до армії Мюрата, яка діяла на півдні Італії.
Після оголошення імператором Наполеона I отримав звання генерал-полковника кірасир, а у 1805 році — великий орел Почесного легіону. Був присутній на коронації Наполеона Бонапарта королем Італії. У 1806 році діяв в Апулії та Абруції. Потім відкликається до Булонського табору. У 1808 році отримує титул графа Імперії й спрямований до Каталонії. Спочатку діяв успішно, захопивши більшу частину Каталонії, але зазнав невдачі під Жироною. За це відправлений у відставку, в якій перебував до 1811 року.
У 1811 році призначається командувачем 6-го Баварського корпусу Великої армії. Брав участь у військовій кампанії 1812 року проти Російської імперії. За перемогу під Полоцьком отримав звання маршала. Втім, згодом не зміг просунутися на північ. Після відступу Наполеона I з Москви приєднався до нього.
Під час кампанії 1813 року заховорів на тиф і повернувся до Парижа. Після лікування командував обороною Дрездена, брав активну участь у битві при Лейпцизі, захищав це місто до останнього, але вимушений був здатися. Повернувся до Франції лише у червні 1814 року.
У Франції мав звання пера, яке надав король Людовик XVIII. Під час Ста днів не приєднався до Наполеона Бонапарта, а супроводжував короля до Гента. Після повернення Бурбонів у 1815 році Гувйон обіймає посаду військового міністра. Виступав проти страти маршала Нея. Тому вимушений був піти у відставку. У 1817 році вдруге призначається військовим міністром, а також військово-морським міністром. Того ж року отримує титул маркіза. Намагався реформувати військо відповідно до реалій життя, не створюючи особливих умов для аристократів, тому 1819 року вимушено пішов у відставку.
Останні роки життя провів у своєму маєтку. Помер 17 березня 1830 року через інсульт у м. Єр. Похований на цвинтарі Пер-Лашез. Ім'я Гувйон викарбувано на Триумфальній арці.

## Родина
Дружина — кузина Ганна Гувйон (1775—1844).
Діти:
- Лоран-Франсуа (1815—1904).

## Творчість
- «Журнал операцій армії Каталонії»
- «Мемуари походів Рейнської та Рейнсько-Мозельської армій»
- «Мемуари про військову історію Консульства та Імперії».